# Масленников, Сергей Евгеньевич
Серге́й Евге́ньевич Ма́сленников (род. 18 апреля 1982 в Уфе) — российский спортсмен, бывший член сборной команды России по лыжному двоеборью.

## Спортивная карьера
Сергей Масленников участвовал в олимпийских играх 2006 и 2010 годов, и чемпионах мира начиная с 2003 года. Лучший результат в личных соревнованиях — 10 место в гонке преследования на олимпиаде 2006 в Турине.
В активе Сергея Масленникова победа на зимней универсиаде 2007 в командных соревнованиях и серебряная медаль в спринте на универсиаде 2005.
Лучшие результаты на этапах Кубка мира — два 10-х места в личных гонках в сезоне 2004/2005.
Тренер — Айрат Минигаянович Курамшин (10.11.1947 — 29.04. 2012)
Завершил карьеру в октябре 2012 года.